# NGC 3727
NGC 3727 ist eine linsenförmige Galaxie vom Hubble-Typ E im Sternbild Becher am Südsternhimmel. Sie ist schätzungsweise 198 Millionen Lichtjahre von der Milchstraße entfernt.
Das Objekt wurde im Jahre 1886 von Francis Leavenworth entdeckt.